# 赤坂レピーター
赤坂レピーター（あかさかレピーター）は東京都港区六本木にあったアマチュア無線局用の中継局である。

## 概要
六本木のアークヒルズ屋上にアンテナが設置されていたため、その立地の良さから広域レピーターとして広範囲に利用可能であり、昼夜を問わず利用者が多く、常に途切れなく利用された超都会型レピータの典型例であり、人気も高いレピータであった。
そのため、他の広域レピータと比べても群を抜いて不法無線局（アンカバー）の妨害行為などが目立ち、正常な運用が困難なレピータであった。
逆に、妨害行為がこのレピータに集中していたため、存在時は他のレピータに分散せず、逆によい面もあった。
その後、アンカバー局の蔓延により廃局に至り、アマチュア無線の衰退により存在していたことも風化してしまった。

## 無線局データ
- コールサイン：JR1WE
- 周波数：439.10MHz
- 設置場所：東京都港区六本木 アークヒルズ屋上
- 管理者：ホテルオークラハムクラブ